# Ecuación de Jacobi
La ecuación de Jacobi es una ecuación diferencial de la forma:

{\displaystyle (a_{1}+b_{1}x+c_{1}y)(xdy-ydx)-(a_{2}+b_{2}x+c_{2}y)dy+(a_{3}+b_{3}x+c_{3}y)dx=0\,}

Con coeficientes reales. La ecuación de Jacobi tiene al menos una solución de la forma

{\displaystyle \alpha _{1}x+\alpha _{2}y+\alpha _{3}=K\ \forall \alpha _{i},K\in \mathbb {R} }

Sea la matriz

{\displaystyle A={\begin{pmatrix}a_{1}&a_{2}&a_{3}\\b_{1}&b_{2}&b_{3}\\c_{1}&c_{2}&c_{3}\end{pmatrix}}}

Entonces, si el espectro de A (conjunto de autovalores de A) es 

{\displaystyle \sigma (A)=\{\lambda _{1},\lambda _{2},\lambda _{3}\}\subset \mathbb {K} }

Y los autovalores son distintos dos a dos, definimos los coeficientes {\displaystyle k_{i}} como las soluciones del sistema

{\displaystyle \left.{\begin{matrix}\sum \limits _{i=1}^{3}k_{i}=0\\\sum \limits _{i=i}^{3}\lambda _{i}k_{i}=0\end{matrix}}\right\}}

Por lo tanto los coeficientes son {\displaystyle k_{1}=\lambda _{2}-\lambda _{3};\ k_{2}=\lambda _{3}-\lambda _{1};\ k_{3}=\lambda _{1}-\lambda _{2}}
Sea ahora la función implícita
{\displaystyle f_{i}(x,y)=\alpha _{1}^{i}x+\alpha _{2}^{i}y+\alpha _{3}^{i}}
La solución de la ecuación de Jacobi dada por el autovalor {\displaystyle \lambda _{i}} tal que los coeficientes {\displaystyle \alpha _{j}^{i}} quedan definidos por el sistema en forma matricial
{\displaystyle {\begin{pmatrix}a_{1}-\lambda _{i}&a_{2}&a_{3}\\b_{1}&b_{2}-\lambda _{i}&b_{3}\\c_{1}&c_{2}&c_{3}-\lambda _{i}\\\end{pmatrix}}{\begin{pmatrix}\alpha _{1}^{i}\\\alpha _{2}^{i}\\\alpha _{3}^{i}\end{pmatrix}}={\begin{pmatrix}0\\0\\0\end{pmatrix}}}
Entonces la solución general de la ecuación de Jacobi viene dada por
{\displaystyle \sum \limits _{i^{=}1}^{3}f_{i}(x,y)^{k_{i}}=\beta \ \forall \beta \in \mathbb {R} }
- Datos: Q5817431